# 多摩森林科学園

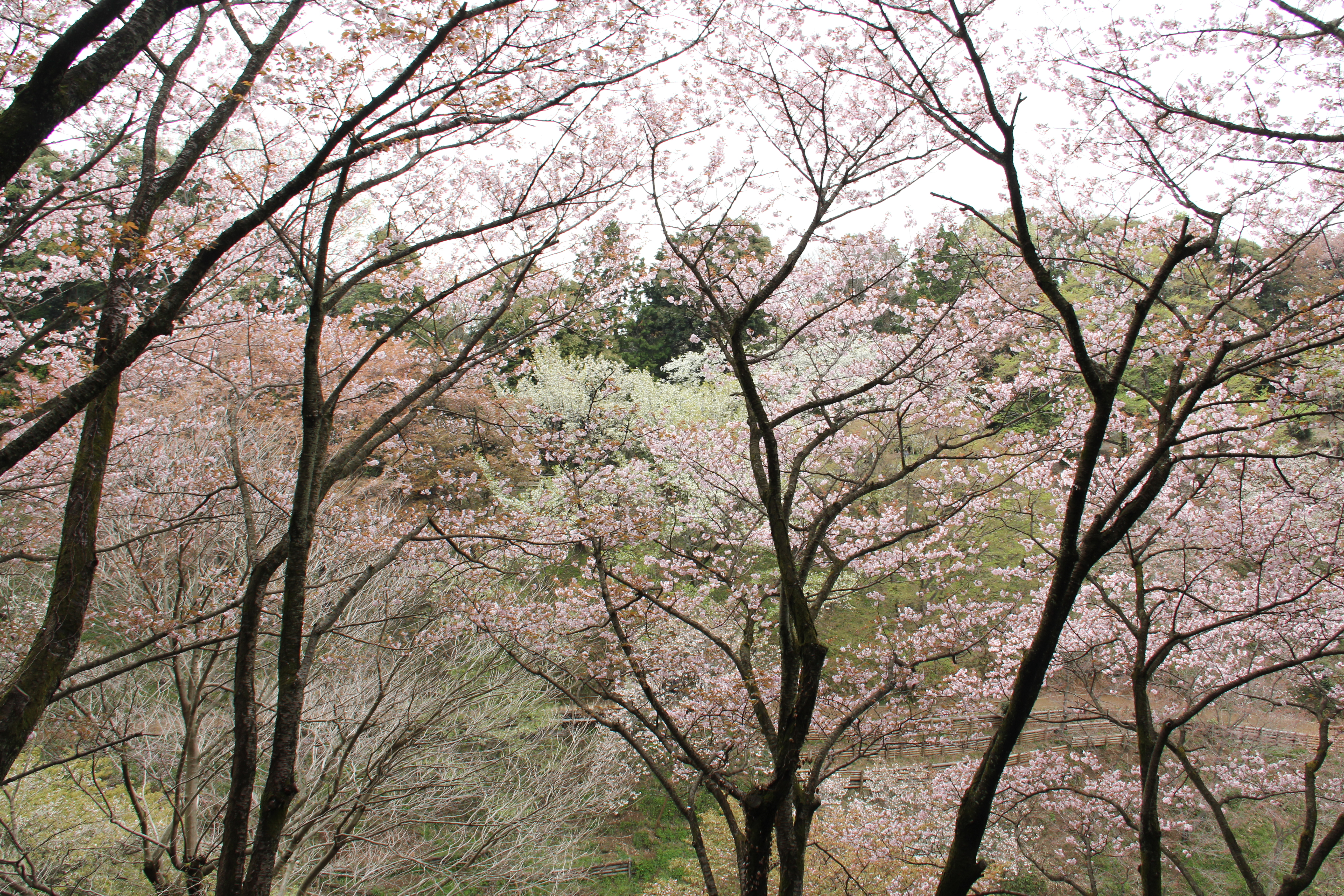
多摩森林科学園

多摩森林科学園（たましんりんかがくえん）は、東京都八王子市廿里町にある森林・林業・木材産業に関する試験研究機関である。組織としては、国立研究開発法人森林研究・整備機構の施設にあたる。施設の一部は一般に公開されているが、入園料がかかる。

## 園内施設
- サクラ保存林：日本各地のサクラの遺伝子を保存するための林であり、約1,700本の桜が植えられている。開花時期は、種類により異なるが毎年2月から5月（ごく一部は10月から11月）にかけて咲く。多くは、都心部のソメイヨシノの開花時期よりも半月ほど遅れた4月中旬頃が見頃となるため、時期になると二度目の花見を楽しむ入園者で混雑する。なお、園自体は、サクラの開花時期以外にも年末年始及び休園日を除く通年、一般公開されている。
- 樹木園：約620種類の樹木が植えられている。

## 歴史
- 1921年（大正10年）2月 - 宮内省帝室林野管理局林業試験場として設立。
- 1940年（昭和15年）1月 - 帝室林野局東京林業試験場と改称。
- 1945年（昭和20年）8月3日 - 八王子空襲時に林業試験場庁舎が焼失。庁舎に疎開中の宮内省図書寮の図書、成果物なども焼失[1]。
- 1947年（昭和22年）4月 - 農林省林業試験場浅川支場と改称。
- 1957年（昭和32年）7月 - 農林省林業試験場浅川実験林と改称。
- 1978年（昭和53年）7月5日 - 農林水産省林業試験場浅川実験林と改称。
- 1985年（昭和60年）4月16日 - 昭和天皇が多摩陵参拝後に行幸[2]。実験林への最後の行幸となった。
- 1988年（昭和63年）10月 - 森林総合研究所多摩森林科学園と改称。
- 2001年（平成13年）4月 - 独立行政法人森林総合研究所多摩森林科学園と改称。
- 2017年（平成29年）4月 - 国立研究開発法人森林研究・整備機構森林総合研究所多摩森林科学園に改称。

## 直轄試験地
- 連光寺実験林（東京都多摩市連光寺）
- 赤沼実験林（埼玉県鳩山町大字赤沼）

## 皇室との関係
第二次世界大戦以前は、御料林の試験場であった経緯もあり、昭和天皇が大正天皇陵を参拝後、隣接する実験林に訪れて散策や植物採集を行うことがあった。また、試験場長や試験場の関係者が皇居を訪問して、植樹を行うなどの機会もあった。

## アクセス
- 東日本旅客鉄道・京王電鉄高尾駅北口より徒歩約10分。もしくは高尾駅北口1・2番のりばから小仏行以外のバスに乗車、「森林科学園」下車（ただし森林科学園バス停は高尾駅発のみ停車）。駐車場はない。

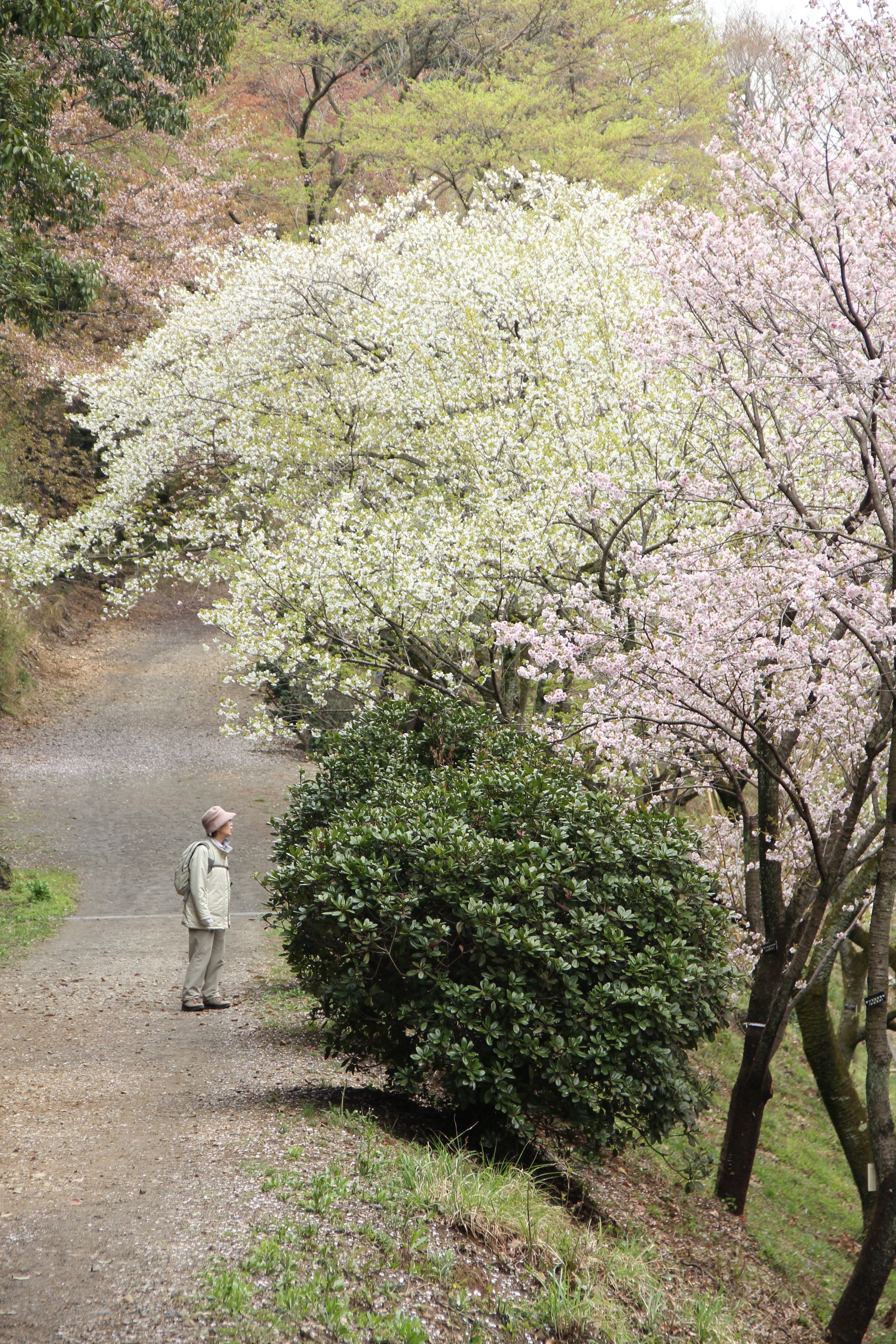